# Maurus Kaufmann
Maurus Kaufmann OSB (* 29. März 1871 in Elben als Johann Kaufmann; † 28. Februar 1949 in Jerusalem) war ein deutscher Benediktiner der Beuroner Kongregation und erster Abt der Dormitio-Abtei auf dem Zionsberg in Jerusalem.

## Leben
Er war der Sohn des Landwirts Johann Anton Kaufmann und dessen Ehefrau Maria Elisabeth geb. Engels. Nach dem Besuch des Gymnasiums in Attendorn, das er Ostern 1891 mit dem Abitur abschloss, studierte er in Paderborn Theologie und empfing am 22. März 1895 das Sakrament der Priesterweihe für das Bistum Paderborn. Er arbeitete zunächst als Krankenhausseelsorger in Bochum und wurde anschließend Pfarrer in Bochum-Hamme und in Mülheim an der Möhne, bevor er nach neun Jahren als Diözesanpriester in die Abtei Maria Laach eintrat. Dort legte er am 11. Juni 1905 seine Profess ab. Danach arbeitete er als Infirmeriar und als Ökonom in der Landwirtschaft. 1909 wurde er als Lehrer an das Klostergymnasium in Seckau berufen, später an die Klosterschule in Ettal. Während des Ersten Weltkriegs bekleidete er das Amt des Vizerektors des Griechischen Kollegs in Rom.
Als nach dem Ersten Weltkrieg das Kloster auf dem Berg Zion den deutschen Benediktinern wieder zugänglich war, stellte der Abt von Maria Laach Pater Maurus Kaufmann für die Wiederbesiedelung des Klosters frei. Im Winter 1920/21 ging er ins Heilige Land und ihm wurde vom Lateinischen Patriarchen Luigi Barlassina die Leitung des Priesterseminars in Beit Jala übertragen. Im Jahre 1925 wurde er Prior des Klosters Mariä Entschlafung auf dem Zionsberg. Am 15. August 1926, wurde die Dormitio durch Erlass Pius’ XI. zur Abtei erhoben und Maurus Kaufmann wurde zu ihrem ersten Abt erhoben. Sein Wahlspruch lautete: Veritas et bonitas („Wahrheit und Güte“).
Als ein Teil des Konventes während des Zweiten Weltkriegs interniert wurde, durften nur Abt Maurus und einige nichtdeutsche Patres im Kloster bleiben. Nur kurz war der Konvent 1945 wieder vereint, bevor er im ersten israelisch-arabischen Krieg den Berg Zion gänzlich verlassen musste. Die Brüder mussten alles zurücklassen und lebten außerhalb des von Soldaten besetzten und teilweise zerstörten Klosters bei den Borromäerinnen im St. Charles Hospice.
Abt Maurus starb am 28. Februar 1949 im St. Charles Hospice und wurde zunächst auf dem Friedhof der Borromäerinnen bestattet. Am 21. September 1978 wurden seine Gebeine auf den Zion überführt und auf dem Klosterfriedhof der Dormition Abbey beigesetzt.

## Leistungen
Als Abt sorgte er vor allem für die Innengestaltung der Abteikirche. Der Fußboden der Klosterkirche wurde mit einem Mosaik versehen und der Chor mit einem Apsismosaik geschmückt. Zudem erhielt die Krypta die plastische Darstellung der entschlafenen Gottesmutter. Während seiner Amtszeit wuchs der Konvent auf über 40 Mönche.